# Ілава (Словаччина)
Ілава (словац. Ilava) — місто в окрузі Ілава Тренчинського краю Словаччини. Площа міста 24,3 км². Станом на 31 грудня 2015 року в місті проживало 5474 людей. Протікає Порубський потік.

## Історія
Перші згадки про село датуються 1229 роком.

## Населення
| Рік:            | 1994. | 2004.   | 2014.   | 2024.   |
| --------------- | ----- | ------- | ------- | ------- |
| Кількість осіб: | 5472  | 5451    | 5479    | 5522    |
| Різниця:        |       | -0,38 % | +0,51 % | +0,78 % |

| Рік:            | 2023. | 2024.   |
| --------------- | ----- | ------- |
| Кількість осіб: | 5558  | 5522    |
| Різниця:        |       | -0,64 % |